# Cleisostoma tricallosum
Cleisostoma tricallosum är en orkidéart som beskrevs av Sridhar Narayan Hegde och A.Nageswara Rao. Cleisostoma tricallosum ingår i släktet Cleisostoma, och familjen orkidéer.
Artens utbredningsområde är Arunachal Pradesh. Inga underarter finns listade i Catalogue of Life.